# Olympische Winterspiele 1924/Skilanglauf
Bei den I. Olympischen Winterspielen 1924 in Chamonix fanden zwei Wettbewerbe im Skilanglauf statt. Alle Nordischen Skiwettbewerbe der Spiele galten gleichzeitig als 1. Nordische Skiweltmeisterschaften. Austragungsorte waren das Stade Olympique.
1921 hatte das Internationale Olympische Komitee beschlossen, eine „Internationale Woche des Sports“ abzuhalten. Diese wurde 1924 in Chamonix erstmals veranstaltet und ein so großer Erfolg, dass das IOC sie 1926 nachträglich zu den ersten Olympischen Winterspielen erklärte. Neben olympischen Medaillen wurden auch Weltmeisterschaftsmedaillen vergeben. Einzige Ausnahme war die Nordische Kombination, in der es ausschließlich olympische Medaillen gab. Die Wettbewerbe waren noch für längere Zeit alleine den Männern vorbehalten. Deutsche Teilnehmer waren nach dem Ersten Weltkrieg erst wieder im Jahre 1928 zugelassen.

## Bilanz

### Medaillenspiegel
| Platz  | Land     | Gold | Silber | Bronze | Gesamt |
| ------ | -------- | ---- | ------ | ------ | ------ |
| 1      | Norwegen | 2    | 2      | 1      | 5      |
| 2      | Finnland | –    | –      | 1      | 1      |
| Gesamt | Gesamt   | 2    | 2      | 2      | 6      |

### Medaillengewinner
| Disziplin | Gold                | Silber                     | Bronze                     |
| --------- | ------------------- | -------------------------- | -------------------------- |
| 18 km     | Thorleif Haug (NOR) | Johan Grøttumsbråten (NOR) | Tapani Niku (FIN)          |
| 50 km     | Thorleif Haug (NOR) | Thoralf Strømstad (NOR)    | Johan Grøttumsbråten (NOR) |

## Ergebnisse

### 18 km
| Platz | Land | Sportler               | Zeit (h)  |
| ----- | ---- | ---------------------- | --------- |
| 1     | NOR  | Thorleif Haug          | 1:14:31,4 |
| 2     | NOR  | Johan Grøttumsbråten   | 1:15:51,0 |
| 3     | FIN  | Tapani Niku            | 1:16:26,0 |
| 4     | NOR  | Jon Mårdalen           | 1:16:56,8 |
| 5     | NOR  | Einar Landvik          | 1:17:27,4 |
| 6     | SWE  | Per-Erik Hedlund       | 1:17:42,4 |
| 7     | SWE  | Elis Sandin            | 1:18:24,0 |
| 8     | FIN  | Matti Raivio           | 1:19:10,4 |
| 9     | SWE  | Torkel Persson         | 1:19:29,8 |
| 10    | SWE  | Erik Winnberg          | 1:20:29,4 |
|       |      |                        |           |
| 14    | SUI  | Peter Schmid           | 1:33:34,4 |
| 15    | SUI  | Daniele Pellissier     | 1:33:45,2 |
| 22    | SUI  | Xaver Affentranger     | 1:36:36,2 |
| 25    | SUI  | Hans Eidenbenz         | 1:39:51,8 |
| 26    | SUI  | Alexandre Girard-Bille | 1:41:43,4 |

Datum: 2. Februar 1924 

41 Teilnehmer aus 12 Ländern, davon 36 in der Wertung.

### 50 km
| Platz | Land | Sportler             | Zeit (h) |
| ----- | ---- | -------------------- | -------- |
| 1     | NOR  | Thorleif Haug        | 3:44:32  |
| 2     | NOR  | Thoralf Strømstad    | 3:46:23  |
| 3     | NOR  | Johan Grøttumsbråten | 3:47:46  |
| 4     | NOR  | Jon Mårdalen         | 3:49:48  |
| 5     | SWE  | Torkel Persson       | 4:05:59  |
| 6     | SWE  | Ernst Alm            | 4:06:31  |
| 7     | FIN  | Matti Raivio         | 4:06:50  |
| 8     | SWE  | Oskar Lindberg       | 4:07:44  |
| 9     | ITA  | Enrico Colli         | 4:10:50  |
| 10    | ITA  | Giuseppe Ghedina     | 4:27:48  |

Datum: 30. Januar 1924 
33 Teilnehmer aus 11 Ländern, davon 21 in der Wertung.
Am Rennen nahmen auch die Schweizer Simon Julen, Hans Herrmann und Alfred Aufdenblatten teil; keiner von ihnen kam jedoch ins Ziel.